# レベッカ・リリエベリ
レベッカ・リリエベリ（Rebecka Liljeberg、1981年5月13日 - ）はスウェーデンの女優。

## 略歴
9歳の時にTVシリーズの『Sunes jul』でデビュー。1997年に『Narkontakt』で映画デビュー。翌年公開の『ショー・ミー・ラヴ』が本国スウェーデンでは『タイタニック』を上回る大ヒットとなり、スウェーデンのアカデミー賞と呼ばれるゴールデン・ビートル賞の最優秀主演女優賞を受賞。
カロリンスカ研究所卒業。現在は恋人とストックホルムで暮らし、2002年6月に第一子を、2005年1月に第二子を出産。

## 主な出演作品
- ショー・ミー・ラヴ Fucking Åmål (1998)
- ベアーズ・キス Bear's Kiss (2002)